# Géfyra (ort i Grekland, Peloponnesos)
Géfyra (Gefyra) är en ort i Grekland.   Den ligger i prefekturen Lakonien och regionen Peloponnesos, i den södra delen av landet, 160 km söder om huvudstaden Aten. Géfyra ligger 10 meter över havet och antalet invånare är 1 299.
Terrängen runt Géfyra är huvudsakligen kuperad, men åt nordost är den platt. Havet är nära Géfyra åt sydost.  Närmaste större samhälle är Monemvasía, 1,7 km öster om Géfyra. 